# Ricardo Wall y Devereux
Ricardo Wall y Devereux (Nantes, França, 5 de novembre de 1694 - Soto de Roma, Granada, 26 de desembre de 1777) va ser un general, diplomàtic i ministre d'origen irlandès al servei del regne d'Espanya.

## Orígens
Ricardo Wall y Devereux va néixer per casualitat a la ciutat francesa de Nantes, estant «de pas, seguint els seus pares al rei d'Anglaterra», és a dir, Jaume II d'Anglaterra, el rei Stuard derrotat en la batalla del Boyne en 1691. Va ser batejat el 7 de novembre a la basílica de Saint Nicolas, església que va ser destruïda per un incendi en el segle xix i que va ser reconstruïda en estil neogòtic. El seu pare, Matías Wall, natural de Kilmallock, era un antic oficial de l'exèrcit del rei destronat (concretament havia estat «ensenya» en el regiment FitzJames). Matías ni tan sols va estar present durant el bateig, probablement per estar de campanya amb les tropes franceses, a les quals devia servir en l'exili com altres «oques salvatges» (nom que rebien els irlandesos emigrats a Europa que van lluitar amb les potències continentals de l'època). Els Wall habitaven, segons la partida de bateig original, conservada en l'Arxiu Departamental del Loira Atlàntic, en el «Fossat del Pou de la Plata» sota l'empara d'algun familiar, probablement Gilberto Wall, que és el padrí de Ricardo.
Fins a 1710 es desconeix quin va ser la destinació del jove irlandès. Va poder anar a Saint-Germain-en-Laye, lloc proper a París on Jaume II tenia la seva cort. Allí els seus pares podrien haver realitzat els contactes que permetessin que el seu fill entrés en aquesta data a servir en qualitat de patge de la duquessa de Vendôme. En 1716 passa a Espanya amb carta de recomanació d'aquesta per al ministre Alberoni, un antic amic del seu espòs.

## Serveis militars
Ja a la Península Wall és admès com a cadet en la Reial Companyia de guardiamarines, fundada en Cadis per Patiño en 1717. Es gradua en la segona promoció, sent destinat al Real Felipe (74 canons), vaixell almirall de l'esquadra al comandament de l'almirall Gaztañeta. En ell participa en la seva primera guerra: la de la Quàdruple Aliança, en la campanya de Sicília (1718). No obstant això, deixa la marina després del desastre del cap Passaro, ingressant en el cos d'Infanteria, en un dels regiments d'irlandesos creats després de la guerra de Successió: el de Hibernia. Amb ell pren part en la campanya terrestre de Sicília, en les accions de Milazzo i Francavilla.
Després de la signatura de la pau, participa en l'expedició per alliberar Ceuta (1720-1721), sota les ordres directes del marquès de Lede, a qui serveix en qualitat d'ajuda de camp. Al final de la campanya torna a canviar de cos (passa a dragons, una arma mixta entre infanteria i cavalleria) i és ascendit a capità del regiment de Batavia.

## Diplomàtic
El 1727 Wall és seleccionat per acompanyar a Jacobo Francisco FitzJames-Stuart (II duc de Llíria i Xèrica) (un altre jacobita d'origen irlandès) en la seva ambaixada a Rússia. El duc li tenia molt afecte, probablement per haver-se conegut en l'exili francès (el duc havia nascut a Saint Germain-en-Laye, 1696): Wall era segons ell «un home en qui posava tota la meva confiança, amb qui descordava el meu cor en tots els meus disgusts, que no eren pocs». La protecció de Llíria va rellançar la seva carrera. Wall va ser honrat pel mateix rei de Prússia, que li va concedir la gran creu de l'Orde de l'Àguila Vermella. Va haver-hi fins i tot un projecte per nomenar-lo ambaixador a Berlín, que finalment no va prosperar.
A la seva tornada, reprèn la seva carrera militar i participa en l'expedició a Toscana, una missió d'acompanyament a l'Infant Carles en la seva presa de possessió del ducat de Parma. Poc després, serveix al mateix infant en la guerra que donaria els territoris del sud d'Itàlia al rei Carles VII de Nàpols (1734-1735), en el marc de la guerra de Successió polonesa, destacant en les accions de Capua, Messina i Siracusa. Ja coronel de dragons, és ordenat cavaller de Sant Jaume (1737) rebent, a més, una encomana, la de Peñausende que incloïa les viles de Peñausende, Peralejos de Abajo, Saucelle, Saldeana i Barrueco Pardo (situades actualment a les províncies de Salamanca i Zamora). Com a complement final, en 1740 rep el comandament d'un regiment francès. Les seves armes i el seu lema («CAESAR AUT NULLUS») podien per fi onejar en els estendards de les armes dels Borbó.
En la campanya de la Llombardia, en el marc de la guerra de Successió austríaca (1743-1748), va exercir responsabilitats majors, com la revista de les tropes espanyoles enviades a Itàlia. A partir de 1744, va participar en les operacions. L'infant Felip li utilitza «en els atacs d'audàcia», la qual cosa li val nous ascensos: brigadier en 1744 i mariscal de camp en 1747.
En aquesta campanya va travar amistat amb un dels homes forts del següent regnat: Fernando de Silva y Álvarez de Toledo, duc de Huéscar (a partir de 1755 duc d'Alba). El duc el patrocina i el dirigeix a la carrera diplomàtica. Aconsellat per ell, el nou ministre d'Estat, José de Carvajal, el nomena al maig de 1747 per a una missió temporal «restringida res més que als assumptes de la guerra» a la República de Gènova.
Poques setmanes després, Carvajal decideix enviar-lo en missió secreta a Londres, amb la intenció de negociar una pau separada amb els ministres britànics. Wall enfronta en la cort londinenca serioses dificultats: el seu origen irlandès el fa sospitós als polítics de l'illa i, d'altra banda, sofreix l'enemiga de Jaime Velaz de Medrano, marquès de Tabuérniga, un exiliat espanyol que desitjava el càrrec que ostentava Wall. El fracàs de la missió no impedeix que Wall consolidi la seva situació, aconseguint a poc a poc la confiança dels ministres anglesos, el duc de Newcastle i forçar la repatriació de Tabuérniga.
A Londres, Wall s'allotja en una mansió de Soho Square, la zona de moda de la ciutat. Gaudeix de la intensa vida social i realitza una gestió lúcida. Per aquestes dates és retratat per Van Lloo, obra que es conserva en la National Gallery de Dublín.
En 1752 fa una breu visita a Espanya, on a més de conèixer personalment a Carvajal i als reis Ferran VI i Bàrbara de Bragança —als quals va causar una gratíssima impressió—, obté, malgrat les conspiracions franceses per substituir-lo per Grimaldi, l'ascens a tinent general i el nomenament d'ambaixador (fins ara era ministre plenipotenciari, nomenat com a tal en 1749).

## Política espanyola
Wall succeeix de manera sorprenent Carvajal en 1754, després de la seva mort el 8 d'abril. Immediatament després participa en el complot contra el marquès de la Ensenada, dirigit per Huéscar i sir Benjamin Keene, aconseguint l'exoneració del de La Rioja i el seu desterrament a Granada. Es mantindrà al capdavant de l'administració fins a la seva dimissió, en 1763.
El seu ministeri està caracteritzat pel constant temor de la resurrecció del ensenadismo. Gran part de l'energia del ministre es dedicarà a enfortir la seva posició enfront d'aquests (dimissió de Rábago, retirada de Dures...) i a alliberar-se de la tutela de Huéscar. Amb tot, els problemes interns, l'inici de la guerra i les primeres xacres en la seva salut li faran demanar la dimissió en 1757. No serà admesa.
En política exterior li toca viure un període convuls: la guerra dels Set Anys. En aquest context l'irlandès intenta mantenir una «neutralitat religiosa» que allunyi les penalitats de la guerra d'Espanya. Les agressions angleses aniran desenganyant al ministre de la bondat d'aquest sistema, però la mort de la reina Bàrbara i la subsegüent malaltia i mort de Ferran VI lligaran de mans a Wall. La paràlisi de la maquinària administrativa espanyola durant un any («l'Any sense Rei») evita l'entrada d'Espanya en el conflicte al millor moment possible (equilibri entre tots dos contendents). Amb tot, un dels majors mèrits de la gestió de Wall és precisament realitzar la transició de sobirans sense grans sobresalts i evitant agressions externes en un moment extremadament delicat.
Arribat Carles III, Wall es reprèn l'acostament amb França (signatura del tercer pacte de la família de Borbó) però s'entra en el conflicte en la pitjor de les conjuntures (França batuda en tots els fronts). En menys d'un any les armes angleses arrabassen a Espanya l'Havana i Manila. Se signa immediatament la pau, una pau en la qual Espanya cedeix la Florida a Gran Bretanya per recuperar aquelles places i França cedeix a Espanya la Louisiana per recompensar-la.

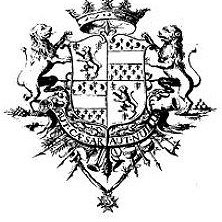
Escut del Excmo. Sr. D. Ricardo Wall y Devereux

### El final de la seva carrera
En 1763, després de la signatura de la pau i després d'alguns revessos en la seva política regalista (anul·lació de l'Exequatur Regi sense el seu coneixement), Wall aconsegueix que Carles III accepti la seva dimissió, bé que exagerant els seus problemes de salut. El monarca el recompensa concedint-li el govern del Soto de Roma, un petit Reial Lloc situat a la vega del Genil, a pocs quilòmetres de Granada, i nomenant-lo cavaller de l'Orde de Sant Gener. En els seus últims anys l'irlandès encara té energia per dirigir la restauració del Palau àrab de l'Alhambra, que va dirigir entre 1769 i 1772, o per a la supervisió de les Noves Poblacions d'Olavide, el 1769.
Entre els seus clients i patrocinats destaquen el marquès de Grimaldi, el comte d'Aranda, el comte de Campomanes, Manuel de Roda, el comte de Fuentes o el comte de Ricla. També molts irlandesos (Alejandro O'Reilly, el comte de Mahony o la família de Lacy, Diego Nangle, Pedro Fitz-James Stuart, Ambrosio O’Higgins, William Bowles, Bernardo Ward o Carlos McCarthy), intel·lectuals (Francisco Pérez Bayer, José Clavijo y Fajardo, Benito Bails, Celestino Mutis, Sebastián de la Cuadra y Llarena) o buròcrates (José Agustín del Llano, Bernardo de Iriarte, Bernardo del Campo, Nicolás de Azara o Juan de Chindurza).
Mor el 26 de desembre de 1777 entre mostres generals de dolor. El seu testament també serà font de polèmica: en ell afavoreix clarament al seu confessor, Juan Miguel Kayser, qui l'hi havia arrencat pràcticament en el llit de mort. El seu familiar més proper, el seu cosí, Eduardo Wall, i el propi confessor pledejaran alguns anys per ell.
Wall no va deixar descendència, però el seu primer Eduardo, que es va casar amb la comtessa de Armíldez de Toledo sí la va tenir. La seva descendència farà el propi amb les cases de Fuentes, de la Cañada-Tirry i, ja al segle xix, de Floridablanca.